# Mayor Julio Dionisio Otaño
Mayor Julio Dionisio Otaño, il cui nome è spesso abbreviato in Mayor Julio D. Otaño o più semplicemente in Mayor Otaño, è un centro abitato del Paraguay, nel dipartimento di Itapúa. La località forma uno dei 30 distretti in cui è suddiviso il dipartimento.

## Popolazione
Al censimento del 2002 Mayor Otaño contava una popolazione urbana di 4.198 abitanti (12.157  nel distretto), secondo i dati della Dirección General de Estadística, Encuestas y Censos.

## Storia
Fondata nel 1944 con il nome di Puerto Lezcano, Mayor Otaño è stata elevata al rango di distretto nel 1978. È conosciuta nel paese come la "capitale dell'arancia".